# Софія Фокіна
Софія Фокіна (Σοφία Φώκαινα, Sophia Phocaena з роду Фока — візантійська аристократка X століття, племінниця імператора Никифора II Фоки, двоюрідна сестра імператора Іоанна Циміскіса та мати Феофано, імператриці Священної Римської імперії, дружини Оттона II.
Софія була донькою куропалата Лева Фоки Молодшого († 971) державного та військового діяча Візантійської імперії та молодшого брата імператора Никифора II Фоки. Вона була сестрою Барди Фоки Молодшого.
У 970 році батько Софії зробив невдалу спробу підняти повстання проти імператора Іоанна Циміскіса, за що був засланий на острів Лесбос, а пізніше був осліплений після спроби втекти з острова.
Софія Фокіна була одружена з Костянтином Скліром (920—991), братом Барди Склір та Марії Склір — першої дружини імператора Іоанна Циміскіха. Дочкою Софії та Костянтина була Теофано Склірена (* 955/60, † 15 червня 991), яка у 972 році вийшла заміж за імператора Оттона II і овдовівши була регенткою (з 985 по 994 рр.) Священної Римської імперії.